# Cabezón de Liébana
Cabezón de Liébana es un municipio situado en la comunidad autónoma de Cantabria (España), en la comarca de Liébana. Sus límites son: al sur con Pesaguero, al este con Polaciones y Rionansa, al oeste con Potes y Vega de Liébana y al norte con Lamasón y Cillorigo de Liébana.

## Símbolos
El Ayuntamiento cuenta desde el año 1995 con escudo heráldico y bandera municipal. La bandera es rectangular y está compuesta por dos franjas horizontales de igual altura: la franja superior de color blanco, y la inferior de color verde. Estos colores representan las cumbres nevadas y los montes, bosques y prados del municipio.
El escudo heráldico es sencillo, en campo de gules una iglesia de oro, acompañada de tres flores de lis de plata: dos en jefe -una a cada lado de la espadaña- y una en punta. Está timbrado con la Corona Real Española. La figura representa a la iglesia de Santa María de Piasca, situada en la localidad homónima, mientras que las tres flores de lis hacen alusión a la Virgen María, a cuyo culto y honor se consagró la primitiva iglesia.

## Geografía

### Clima
El territorio municipal se ubica en la región climática de la Ibéria Verde de clima Europeo Occidental, clasificada también como clima templado húmedo de verano fresco del tipo Cfb según la clasificación climática de Köppen.
Los principales rasgos del municipio a nivel general son unos inviernos suaves y veranos frescos, sin cambios bruscos estacionales. El aire es húmedo con abundante nubosidad y las precipitaciones son frecuentes en todas las estaciones del año, con escasos valores excepcionales a lo largo del año.
La temperatura media de la región ha aumentado en los últimos cincuenta años 0,6 grados, mientras que las precipitaciones ha experimentado un descenso del diez por ciento. Cada uno de los años de la serie 1981-2010 fueron claramente más secos y cálidos que los de la serie 1951-1980. Y todo indica que las fluctuaciones intra-estacionales del régimen termo-pluviométrico fueron más intensas durante el periodo 1981-2010.

## Demografía
Cabezón de Liébana cuenta con una población de 540 habitantes (INE 2024).
| Gráfica de evolución demográfica de Cabezón de Liébana entre 1842 y 2021                                            |
| |
| Población de derecho según los censos de población del INE Población de hecho según los censos de población del INE |

## Economía
Las actividades económicas principales de Cabezón de Liébana son la ganadería, la agricultura y también el sector servicios debido al turismo incipiente atraído por el patrimonio natural y artístico, cuyos grandes exponentes por excelencia son el Parque nacional de los Picos de Europa y la Iglesia de Santa María de Piasca. El microclima que se da en la comarca lebaniega permite cultivar especies vegetales que no se dan en zonas adyacentes.

## Administración y política

### Gobierno municipal
Manuel Heras Gómez (PP) es el actual alcalde del municipio.
| Partido político                         | 2023  | 2023  | 2023       | 2019  | 2019  | 2019       | 2015  | 2015  | 2015       | 2011  | 2011  | 2011       | 2007  | 2007  | 2007       | 2003  | 2003  | 2003       |
| Partido político                         | Votos | %     | Concejales | Votos | %     | Concejales | Votos | %     | Concejales | Votos | %     | Concejales | Votos | %     | Concejales | Votos | %     | Concejales |
| Partido Popular (PP)                     | 249   | 58,17 | 5          | 248   | 51,99 | 4          | 260   | 56,64 | 4          | 202   | 41,31 | 3          | 242   | 47,54 | 4          | 260   | 49,62 | 4          |
| Partido Socialista Obrero Español (PSOE) | 73    | 17,05 | 1          | 106   | 22,22 | 1          | 161   | 35,08 | 3          | 149   | 30,47 | 2          | 120   | 23,58 | 1          | 75    | 14,31 | 1          |
| Vecinos por Liébana (VxL)                | 56    | 13,08 | 1          | —     | —     | —          | —     | —     | —          | —     | —     | —          | —     | —     | —          | —     | —     | —          |
| Partido Regionalista de Cantabria (PRC)  | 42    | 9,81  | 0          | 66    | 13,83 | 1          | 35    | 7,63  | 0          | 130   | 26,58 | 2          | 143   | 28,09 | 2          | 136   | 25,95 | 2          |

### Organización territorial

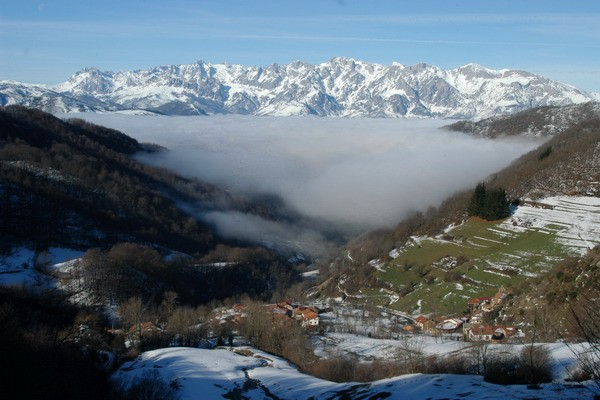
Los Picos de Europa desde la localidad de Lamedo

Cabezón de Liébana es la capital municipal. En el año 2008 contaba con una población de 96 habitantes (INE). Se encuentra a una distancia de 122 kilómetros de la capital cántabra, Santander, y está ubicada a una altitud de 363 metros sobre el nivel del mar.
Los 540 habitantes del municipio (2024, INE), se distribuyen en:
- Aniezo, 18 hab.
- Buyezo, 27 hab.
- Cabezón de Liébana (capital), 64 hab.
- Cahecho, 50 hab.
- Cambarco, 36 hab.
- Frama, 120 hab.
- Lamedo, 30 hab.
- Luriezo, 37 hab.
- Perrozo, 46 hab.
- Piasca, 64 hab.
- San Andrés, 31 hab.
- Torices, 17 hab.

## Patrimonio
Ubicado en el municipio se halla el santuario de la Virgen de la Luz, la Santuca, patrona de Liébana. 
Dos son los bienes de interés cultural de este municipio:
- Iglesia de Santa María, en Piasca, en la categoría de monumento.
- La Ruta Lebaniega, que enlaza el Camino de Santiago de la costa con el Camino Francés, en la categoría de "otros"; afecta, además de a este municipio, a los de San Vicente de la Barquera, Val de San Vicente, Herrerías, Lamasón, Cillorigo de Liébana, Potes, Camaleño y Vega de Liébana.

## Hijos ilustres
- José María Pérez González Peridis (28 de septiembre de 1941): Arquitecto, dibujante, y académico de la Institución Tello Téllez de Meneses desde el 3 de marzo del año 2000. Presidente de la Fundación Santa María la Real de Aguilar de Campoo desde el 2004.